# Giresun (stad)
Giresun (Oudgrieks: Kerasous of Pharnakeia; Latijn: Cerasus of Pharnacia; in het Nederlands ook wel Farnacië) is een stad in het noordoosten van Turkije en de hoofdstad van de gelijknamige provincie Giresun. De stad telt 144.158 inwoners (2024).
De stad staat bekend om haar hazelnootproductie (81.150 ton, anno 2005). Het Turkse Zwarte Zeegebied produceert gemiddeld 500.000 ton hazelnoten per jaar. 70% van de wereldwijde hazelnootproductie komt uit dit gebied.

## Ligging
De stad Giresun ligt aan de Zwarte Zee in de oostelijke Zwarte Zeegebied en de stad heeft het enige Turkse eiland in de Zwarte Zee, Giresuneiland (Aretias).

## Naam
De naam Giresun is afgeleid van de oudere naam van de stad, Kerasus, die op zijn beurt afkomstig zou zijn van de vrucht kers, die hier vroeger in grote hoeveelheden geteeld werd, of van het Oud-Griekse woord Kerestan, dat "hoorn" betekent, omdat de historische stad op een schiereiland gesticht is.

## Geschiedenis
Het is onzeker waar de huidige stad gesticht werd en door wie de stad voor het eerst bewoond werd.
In de oudheid is de regio (het noorden van de Zwarte Zee) door de geschiedenis heen bewoond geweest door; de Cimmeriërs, Scythen en Perzen. Rond deze tijd stichtten Mileten talrijke koloniën aan de Zwarte Zee. De stad is waarschijnlijk een van deze door Griekse kolonisten, die oorspronkelijk afkomstig waren uit Milete, gestichte steden geweest.
De Griekse geograaf Strabo (ca. 64 v.Chr. – 19 na Chr.) schreef dat de stad die hij Farnakia noemde, de huidige stad Giresun zou kunnen zijn. Hij schreef dat de Romeinse bestuurder Arrien Farnakia Kerasus heette en de stad door de mensen uit Sinop(ook een stad aan de Zwarte Zee kust) gesticht werd. Over de stad is weinig overtuigende informatie bekend uit het Griekse, Romeinse, Byzantijnse en Romeins-Pontus-tijdperk.
In 8e eeuw (rond 705) zijn de moslim-Arabieren voor het eerst naar dit gebied gekomen om de islam te verbreiden onder de plaatselijke bevolking. In 1397 veroverden Çepni-Turken de stad op de Byzantijnen. Later in 1461 veroverden Fatih Sultan Mehmed II het gebied en ging de stad deel uitmaken van het Ottomaanse Rijk.

## Bezienswaardigheden & Toerisme
Giresun en de gelijknamige provincie zijn niet toeristisch. De meeste nationale toeristen komen voor een bezoek aan de zomerweiden, die ook populair zijn onder Europese wandelaars.
- Het archeologische museum van Giresun
- Giresuneiland
- De Citadel van Giresun
- De zomerweiden ten zuiden van de stad: Kümbet, Bektaş, Kulakkaya, Çakrak, Tohumluk, Kurtbeli, Kazıkbeli, Ayıbeli, Beytarla, Buları, Kırkharman

## Klimaat
Net zoals de andere steden aan de oostelijke Zwarte zeekust heeft Giresun een mild landklimaat met warme zomers en milde winters. Het hele jaar door valt er een grote hoeveelheid neerslag, met name in het najaar. Hierdoor ontstaan vaak overstromingen. In de bergen ten zuiden van de stad kan de temperatuur flink dalen in zomernachten. In de winter sneeuwen verschillende bergpassen volledig dicht.
| Maand                                            | jan  | feb  | mrt  | apr  | mei  | jun  | jul  | aug  | sep  | okt  | nov  | dec  | Jaar  |
| ------------------------------------------------ | ---- | ---- | ---- | ---- | ---- | ---- | ---- | ---- | ---- | ---- | ---- | ---- | ----- |
| Hoogste maximum (°C)                             | 24,0 | 26,4 | 33,0 | 36,0 | 35,4 | 33,4 | 33,0 | 35,2 | 32,8 | 34,0 | 30,2 | 27,4 | 36    |
| Gemiddeld maximum (°C)                           | 10,3 | 10,2 | 11,6 | 15,0 | 18,5 | 23,3 | 26,1 | 26,7 | 23,5 | 19,5 | 15,7 | 12,4 | 18    |
| Gemiddelde temperatuur (°C)                      | 7,2  | 7,1  | 8,3  | 11,5 | 15,5 | 20,2 | 23,0 | 23,3 | 20,1 | 16,4 | 12,4 | 9,3  | 13    |
| Gemiddeld minimum (°C)                           | 4,9  | 4,3  | 5,5  | 8,7  | 12,8 | 17,2 | 20,2 | 20,6 | 17,6 | 13,9 | 9,9  | 6,9  | 12    |
| Laagste minimum (°C)                             | −3,9 | −4,9 | −4,0 | −0,8 | 6,3  | 6,8  | 15,0 | 15,1 | 4,8  | 5,0  | 0,8  | −1,6 | −4,9  |
|                                                  |      |      |      |      |      |      |      |      |      |      |      |      |       |
| Neerslag (mm)                                    | 120  | 94   | 91   | 83   | 68   | 82   | 80   | 86   | 123  | 173  | 149  | 119  | 1.268 |
| Bron: Weatherbase en Meteoroloji Genel Müdürlüğü |      |      |      |      |      |      |      |      |      |      |      |      |       |

## Stedenbanden
- Sagae, Japan, sinds 25 juni 1988;
- Şəki, Azerbeidzjan, sinds 12 maart 2001

## Geboren
- Ahmet Çelik (1956), bestuurskundige
- Tolga Seyhan (1977), voetballer
- Nihat Kahveci (1979), voetballer
- Gökdeniz Karadeniz (1980), voetballer

- Gemeinsame Normdatei: 4229419-8
- Library of Congress Control Number: n2001046793
- Nationale Bibliotheek van Israël: 987007489426005171
- TDVİA: giresun
- Virtual International Authority File: 160027215
- WorldCat: E39PBJgMDBc6y4p79bvxyfqxXd